# Đông Nam hỗ bảo
Đông Nam hỗ bảo (giản thể: 东南互保; phồn thể: 東南互保; bính âm: Dōngnán Hùbǎo; nghĩa đen 'Hỗ trợ Đông Nam') là một sự kiện lịch sử của Trung Hoa diễn ra vào năm 1900, khi mà tổng đốc các tỉnh Đông Nam của nhà Thanh đã phớt lờ ý chỉ tuyên chiến với Liên quân tám nước của Từ Hy thái hậu, thay vào đó đã tiến hành thống nhất thỏa thuận với liên quân các nước nhằm đảm bảo cuộc chiến giữa họ với Nghĩa Hòa Đoàn sẽ không lan rộng xuống phía Nam. Sự kiện này đã khiến sự thống trị của nhà Thanh ngày càng suy yếu, đồng thời thế lực các địa phương ngày càng mở rộng, thúc đẩy quá trình hình thành các thế lực quân phiệt ở Trung Hoa về sau.

## Bối cảnh lịch sử
Từ nửa sau thế kỷ XIX, sự thống trị của nhà Thanh ở Trung Hoa bị suy yếu nghiêm trọng về mọi mặt, cùng với đó sự xâm nhập ngày càng tăng của các nước tư bản phương Tây vào Trung Hoa đã làm thay đổi Trung Hoa về mọi mặt. Cụ thể như sau:
Về bối cảnh bên trong, trước khi nổ ra khởi nghĩa Thái Bình Thiên Quốc, triều đình trung ương Mãn Thanh khống chế mọi mặt chính trị - quân sự và kinh tế - xã hội của các địa phương. Nhưng kể từ sau khởi nghĩa Thái Bình Thiên Quốc, sự khống chế này đã bị suy giảm nặng nề. Lực lượng quân sự Bát Kỳ và Lục Doanh Quân trở nên rệu rã về mọi mặt, buộc triều đình phải dựa vào đoàn luyện ở các địa phương để trấn áp khởi nghĩa, tiêu biểu như Tương Quân của Tăng Quốc Phiên, Hoài Quân của Lý Hồng Chương và Sở Quân của Tả Tông Đường. Đoàn luyện đã đóng vai trò quan trọng trong việc trấn áp thành công Thái Bình Thiên Quốc và các cuộc khởi nghĩa khác, và trong nhiều năm sau đó đã phát triển về quy mô và chất lượng, dần thay thế lực lượng quân sự cũ của người Mãn Châu, qua đó khiến cho quân quyền chuyển từ Binh Bộ sang đốc phủ các tỉnh. Đến cuối thời Quang Tự, hoạt động quân sự của nhà Thanh do các tỉnh tự quản lý.
Trong thời kỳ Vận động Dương Vụ, các hoạt động ngoại giao và chi tiêu ngân sách đều giao cho các tỉnh tự lên kế hoạch và thi hành, từ đó các đốc phủ gia tăng thêm ảnh hưởng của mình. Những đại thần người Hán của phái Dương Vụ như Tăng Quốc Phiên, Lý Hồng Chương và Tả Tông Đường ngày càng đóng vai trò quan trọng trong bộ máy triều đình từ trung ương đến địa phương. Mặc dù những đại thần người Hán này đều trung thành với triều đình, hành động của họ đã thúc đẩy quá trình mở rộng quyền lực của các địa phương, khiến cho sự khống chế của triều đình ngày càng suy yếu, nguy cơ chia cắt, quân phiệt hóa bắt đầu xuất hiện. Triều đình Mãn Thanh dù nhận ra sự tình nghiêm trọng này và đã có những bước đi nhằm kiềm chế người Hán và thu hồi lại quyền lực về tay người Mãn Châu, tuy nhiên những biện pháp này đã không phát huy được hiệu quả, ngoài ra do quan hệ ngoại giao với ngoại quốc đều do các đốc phủ thực hiện, vì thế chẳng những không thu hồi lại quyền lực mà ngược lại càng khiến cho quyền lực của các đốc phủ tăng lên.
Về bối cảnh bên ngoài, các nước đế quốc tư bản ngày càng thâm nhập và xâu xé Trung Hoa mạnh mẽ hơn, đặc biệt sau Chiến tranh Thanh - Nhật, các cường quốc ngày càng muốn hưởng thêm nhiều quyền lợi hơn ở thị trường giàu tiềm năng này. Mâu thuẫn giữa triều đình Mãn Thanh với các nước tư bản đế quốc ngày càng căng thẳng. Tháng 11 năm 1899 (Quang Tự năm thứ 25), phong trào Nghĩa Hòa Đoàn nổ ra và lan rộng ở Sơn Đông và Trực Lệ. Với khẩu hiệu "Phù Thanh diệt Dương", nghĩa quân đã tấn công sứ quán và các cơ sở của người nước ngoài tín đồ Thiên Chúa Giáo. Để ứng phó, các nước đã tiến hành đưa công dân và giáo dân tị nạn ở sứ quán, đồng thời thành lập liên quân tiến về Bắc Kinh giải cứu công dân và tiêu diệt Nghĩa Hòa Đoàn. Phản ứng của các cường quốc khiến triều đình nhà Thanh lo sợ và thay đổi thái độ đối với Nghĩa Hòa Đoàn. Trước đó, sau khi Từ Hy Thái hậu thông qua Chính biến Mậu Tuất quay trở lại triều chính đã dự định phế bỏ Quang Tự nhưng bị các cường quốc phản đối kịch liệt, khiến Từ Hy cùng triều đình lo sợ các nước muốn đưa Quang Tự trở lại nắm quyền, cộng thêm phản ứng quân sự của các nước đã thúc đẩy Từ Hy cùng triều đình quyết định lợi dụng Nghĩa Hòa Đoàn để đuổi các nước ra khỏi Trung Hoa. Năm Quang Tự thứ 26 (1900), các cường quốc tấn công Đại Cô Khẩu, Từ Hy chính thức ra lệnh tuyên chiến.

## Diễn biến
Sau khi phong trào Nghĩa Hòa Đoàn nổ ra và lan rộng ra các tỉnh phía bắc, Từ Hy Thái hậu tuyên chiến với các nước phương Tây thì các đại thần gồm Tổng đốc Lưỡng Giang Lưu Khôn Nhất, Tổng đốc Hồ Quảng Trương Chi Động, Tổng đốc Lưỡng Quảng Lý Hồng Chương, Tổng đốc Mân Chiết Hứa Ứng Quỳ, Tuần phủ Sơn Đông Viên Thế Khải và đại thần phụ trách đường sắt Thịnh Tuyên Hoài đã cùng nhau bàn bạc về việc bảo vệ các tỉnh khu vực Đông Nam khỏi ảnh hưởng Nghĩa Hoà Đoàn, tránh tạo cớ cho Liên quân tám nước xâm lấn, đồng thời đề ra kế hoạch thành lập nhà nước cộng hòa do Lý Hồng Chương làm tổng thống trong trường hợp liên quân đánh chiếm Bắc Kinh và cả Quang Tự lẫn Từ Hy Thái hậu bị giết nhằm cứu lấy Trung Hoa.
Ngày 21 tháng 6 năm 1900 (Quang Tự năm thứ 26), Từ Hy Thái hậu lấy danh nghĩa Quang Tự đồng loạt tuyên chiến với 11 nước đế quốc Anh, Pháp, Mỹ, Đức, Italia, Nhật Bản, Nga, Áo - Hung, Tây Ban Nha, Bỉ và Hà Lan và gửi điện báo cho toàn bộ các tỉnh. Tuy nhiên Thịnh Tuyên Hoài đã giữ lại điện báo chỉ gửi đến các đốc phủ, rồi gửi kèm một điện báo khác đến các phủ yêu cầu không phục tùng mệnh lệnh. Trương Kiển, Triệu Phượng Xương khuyên các tổng đốc Lưu Khôn Nhất, Trương Chi Động, Lý Hồng Chương xướng nghị kháng mệnh, Lý Hồng Chương gửi điện phúc mệnh cho Từ Hy rằng: "Thử loạn mệnh dã, Việt bất phụng chiếu" , cổ vũ các tỉnh Đông Nam kháng lệnh. Với thế cục ngày càng bất lợi cho Từ Hy và Nghĩa Hòa Đoàn, Trương Chi Động đề xuất phương án "Đại tổng thống Lý Hồng Chương" như sau: Một khi Quang Tự cùng Từ Hy khó giữ được tính mạng, các tỉnh Đông Nam lập tức đề cử Lý Hồng Chương trở thành "Tổng thống" Trung Quốc để chủ trì đại cục. Phụ tá của Lý Hồng Chương là Lưu Học Tuân đã gửi điện cho Tôn Trung Sơn: "Phụ tướng nhân việc bạo loạn ở phương Bắc có ý muốn Lưỡng Quảng độc lập, thỉnh túc hạ giúp đỡ, nhanh chóng đến Lưỡng Quảng cùng nhau hành động".
Sau đó, Lưu Khôn Nhất, Trương Chi Động, Lý Hồng Chương, Hứa Ứng Quỳ, Viên Thế Khải, Lưu Thụ Đường, Vương Chi Xuân cùng Đức Thọ cùng nhau liên kết lại, xưng là Đông Nam hỗ bảo (Tương trợ Đông Nam), mặt khác tuần phủ Thiểm Tây Đoan Phương, tổng đốc Tứ Xuyên Khuê Tuấn tuy không tham gia thỏa thuận nhưng ủng hộ việc thi hành. Họ cho rằng chiếu chỉ của hoàng đế là do Nghĩa Hòa Đoàn cưỡng ép triều đình "Kiểu chiếu, loạn mệnh" (Giả mạo chỉ dụ hoàng đế, đó là loạn mệnh). Hai chữ "loạn mệnh" này được Lý Hồng Chương lựa chọn cẩn thận vì ông hiểu rõ rằng một khi xử lý không cẩn thận thì chủ quyền và nền văn minh của Trung Hoa sẽ trở thành cát bụi, vì thế mới phúc mệnh biểu thị thái độ không phục tùng mệnh lệnh. Các tỉnh Đông Nam hưởng ứng việc kháng lệnh ủng hộ Nghĩa Hòa Đoàn với phương châm "Loạn dân không thể dùng, tà thuật không thể tin, quân đội không thể chiến" và "Bất luận tình hình phương Bắc như thế nào cũng yêu cầu liệt quốc không đem quân xâm phạm nội địa Trường Giang; sinh mệnh của nhân dân chính là tài sản quốc gia, phàm nước nào xâm phạm, quyết theo điều ước mà thi hành".
Ngày 26 tháng 6, Lưu Khôn Nhất và Trương Chi Động cử người đến gửi "Thỏa thuận bảo vệ chung Đông Nam" bao gồm 9 điều và "Chương trình bảo vệ Thượng Hải" bao gồm 10 điều đến lãnh sứ quán của các cường quốc tại Thượng Hải với nội dung chủ yếu như sau:
Một, tô giới Thượng Hải do các nước kiểm soát, khu vực Trường Giang và Tô - Hàng do các Đốc phủ kiểm soát. Hai bên nước sông không phạm nước giếng, lấy việc đảm bảo thương mại Trung Hoa với ngoại quốc và đời sống của người dân làm mục tiêu chính.
Hai, thiết lập chương trình bảo vệ cộng đồng tại các tô giới ở Thượng Hải.
Ba, sản nghiệp của thương nhân và giáo sĩ các quốc gia ở khu vực Tô - Hàng do Lưu Khôn Nhất và Trương Chi Động bảo vệ, các Đốc phủ yêu cầu quan viên văn võ cam đoan đảm bảo quyền lợi của người dân. Cùng nhau ngăn cấm tin đồn, nghiêm khắc truy bắt đạo tặc.
Bốn, binh lực Trung Hoa tại Trường Giang đảm bảo an ninh tại các địa phương, tàu chiến các nước vẫn được thả neo tại cảng, tuy nhiên không cho phép thủy thủ lên bờ.
Năm, Trung Hoa không chịu trách nhiệm bồi thường đối với những trường hợp các nước tự ý dẫn quân vào nội địa mà không được sự cho phép của các đốc phủ dẫn đến người dân gây ra những thiệt hại về tính mạng và tài sản.
Sáu, các pháo đài ở khu vực Ngô - Tùng bên bờ Trường Giang, tàu chiến các quốc gia không được thả neo gần đó mà phải nhanh chóng đậu ở nơi khác. Thủy thủ trên tàu không được luyện binh ở các pháo đài gần địa phương tránh gây hiểu nhầm.
Bảy, các quốc gia không tiến hành dẫn quân tuần tra và trú đóng tại khu vực chế tạo vũ khí của Thượng Hải. Súng ống đạn dược tại đây này được sử dụng để trấn áp thổ phỉ tại Trường Giang và bảo vệ người dân Trung Hoa và các nước, do đó các nước không cần lo sợ.
Tám, giáo sĩ và công dân nước ngoài đi đến khu vực nội địa, nếu như ở đó chưa thiết lập hệ thống bảo vệ thì không nên mạo hiểm đi vào.
Chín, bất kể là tô giới hay nội địa hết thảy phải thiết lập biện pháp phòng vệ và bình tĩnh thi hành, chớ nên hoảng hốt làm dao động lòng người.
Ngày 30 tháng 6, một chiến hạm Anh quốc tiến vào Hán Khẩu lập tức bị Thịnh Tuyên Hoài cho người giữ lại điều tra. Lãnh sự quán Anh giải thích hành động này không mang mục đích quân sự, đồng thời thông báo cho đô đốc chiến hạm không được tùy tiện xâm nhập Trường Giang. Ngày 4 tháng 7, thủ tướng Anh gửi thông điệp đến đại sứ nhà Thanh ở Anh rằng Anh quốc đánh giá cao nỗ lực gìn giữ hòa bình của các tỉnh Đông Nam, tuy nhiên chính phủ Anh không từ bỏ đặc quyền của mình, do đó triều đình nhà Thanh nên gánh vác nghĩa vụ của chính phủ Anh tại Đông Nam. Ngày 13 tháng 7, lãnh sự quán các nước ở Thượng Hải gửi thông điệp không đồng ý ký vào thỏa thuận do không muốn quyền lợi của mình bị ảnh hưởng.
Trương Chi Động, Lưu Khôn Nhất thông qua Thịnh Tuyên Hoài liên lạc với các đốc phủ Đông Nam gia nhập thỏa thuận. Thịnh Tuyên Hoài gửi điện đến Hứa Ứng Quỳ: "Các tổng đốc Việt - Giang - Ngạc gồm Lý Hồng Chương, Lưu Khôn Nhất và Trương Chi Động đã liên thủ tạo bảo vệ Đông Nam, cùng với người nước ngoài hỗ trợ không xâm phạm lẫn nhau...hải phận Phúc Kiến, Chiết Giang ". Hứa Ứng Quỳ sau đó gửi điện trả lời: "Nơi này đã sớm gặp các lãnh sự quán, đảm nhiệm việc bảo hộ, phù hợp với biện pháp của hai khu Giang - Ngạc. Tuần phủ Chiết Giang Lưu Thụ Đường cũng bày tỏ sự đồng ý với hành động của các đốc phủ, qua đó duyên hải Đông Nam từ Lưỡng Giang kéo xuống Lưỡng Quảng cùng với nội địa Trường Giang hợp thành khu vực bảo vệ rộng lớn. Thịnh sau đó đánh điện hỏi ý Viên Thế Khải, Viên lập tức đồng ý và yêu cầu được thực thi thỏa thuận. Tổng đốc Tứ Xuyên Khuê Tuấn nhận được điện báo cũng gửi điện trả lời tỏ ý ủng hộ. Như vậy thỏa thuận ban đầu đã lan ra toàn bộ Đông Nam, mở rộng đến miền Trung và Tây Nam. Như vậy một nửa giang sơn nhà Thanh đã tham gia thỏa thuận, gọi là Đông Nam hỗ bảo.

## Phản ứng của các bên
Đối với phản ứng trong nước, phần lớn đốc phủ các tỉnh bày tỏ sự ủng hộ đối với hành động của Lý Hồng Chương, Lưu Khôn Nhất và Trương Chi Động và đồng ý tham gia hiệp ước. Đối với cục diện hỗn loạn ở phía Bắc, một khi Nghĩa Hòa Đoàn lan xuống phía Nam sẽ tạo cớ cho các cường quốc đem quân xâm lấn, ảnh hưởng xấu đến sự phát triển kinh tế và ổn định chính trị - xã hội. Từ Lưỡng Quảng, Lưỡng Giang và Hồ Quảng, hiệp ước nhanh chóng được toàn bộ các tỉnh phía Nam ủng hộ, thậm chí phạm vi còn lan đến các tỉnh phía Tây như Tứ Xuyên, Vân Quý, Thiểm Tây. Dân chúng ở các tỉnh phía Nam cũng bày tỏ sự ủng hộ hành động của các đốc phủ. Đối với triều đình Bắc Kinh do Từ Hy Thái hậu kiểm soát, hành động của các đốc phủ đã thúc đẩy sự thay đổi thái độ của trong nội bộ triều đình. Ngày 14 tháng 8 năm 1900 (20 tháng 7 năm Quang Tự thứ 26), liên quân công chiếm Bắc Kinh, đàn áp đẫm máu Nghĩa Hòa Đoàn. Ngày 20 tháng 8 năm 1900 (26 tháng 7), Từ Hy lấy danh nghĩa Quang Tự hạ "Tội kỷ chiếu", qua đó thừa nhận tính hợp pháp của Đông Nam hỗ bảo.
Đối với phản ứng của các nước, Anh là nước nắm lợi ích nhiều nhất ở lưu vực Trường Giang, do đó Bộ trưởng Ngoại giao Anh đã nhanh chóng thể hiện sự ủng hộ với tổng đốc Lưu Khôn Nhất nhằm bảo vệ lợi ích của mình. Các nước Đức, Pháp và Nhật Bản do cũng muốn đảm bảo lợi ích của mình và ngăn ngừa Anh quốc độc chiếm Trường Giang nên cũng có những hành động tương tự. Nhìn chung bản thân các cường quốc tư bản này đều đã thiết lập tô giới ở Trung Hoa và đã có lợi ích thương mại rất lớn, do đó nếu như Nghĩa Hòa Đoàn lan xuống các tỉnh Đông Nam sẽ đe dọa đến sự ổn định kinh tế - xã hội, đồng thời bọn họ đều có tâm lý kiềm chế sức mạnh lẫn nhau, do đó hành động của các tỉnh Đông Nam rất được họ ủng hộ. Nhìn chung, thái độ của các cường quốc phương Tây đối với Đông Nam hỗ bảo đã tạo điều kiện duy trì thế cục ổn định này.

## Hệ quả và đánh giá
Sự kiện Đông Nam hỗ bảo được xem là một sự kiện đặc biệt cuối thời nhà Thanh, bởi vì dù thực tế nhà Thanh đã không thể kiểm soát tình hình các tỉnh phía Nam, nhưng đây là lần đầu tiên các tỉnh công khai phản kháng mệnh lệnh của triều đình trung ương do Từ Hy Thái hậu kiểm soát. Điều này đã mang lại những hệ quả như sau:
Về chính trị, đây là lần đầu tiên các đại thần người Hán công khai phản kháng mệnh lệnh của triều đình Mãn Châu. Đốc phủ các tỉnh Đông Nam lợi dụng sự thành công của thỏa thuận bảo vệ chung với các cường quốc để ngăn cản sự xâm lấn của các cường quốc, đảm bảo ổn định ở các tỉnh ngoài Sơn Đông và Trực Lệ. Thông qua việc ngăn chặn ảnh hưởng của cuộc chiến giữa Nghĩa Hòa Đoàn với Liên quân tám nước lan xuống phía nam mặc dù nhà Thanh vẫn tồn tại, tuy nhiên uy tín của nhà Thanh đã bị đẩy xuống mức thấp nhất, phản ánh sự suy yếu cực độ của triều đình trung ương của người Mãn Châu sau hơn 200 năm cai trị Trung Hoa. Triều đình không những không thể trừng phạt các tỉnh kháng lệnh, mà trái lại còn khen ngợi các tỉnh đã "biết lượng sức mình, không xem nhẹ ngoại quốc gây hấn, thực là đạo giữ nước của những thần tử lão thành". Quyền lực của các địa phương càng lúc càng bành trướng, tạo ra nguy cơ phiên trấn về sau. Lực lượng cấm quân như Thần Cơ Doanh, Hổ Thần Doanh và Vũ Vệ Quân tham gia vào Nghĩa Hòa Đoàn chống lại Liên quân đều bị thiệt hại hầu như không còn, ngoại trừ lực lượng tinh nhuệ nhất của Vũ Vệ Quân do Viên Thế Khải chỉ huy là được bảo toàn, cánh quân này do đó đã trở thành lực lượng chỉ trung thành với Viên, và là nền tảng vững chắc để Viên gia tăng quyền lực của mình trong triều đình sau này. Năm Quang Tự thứ 30 (1904), triều đình tiến hành Tân chính để xoa dịu sự phản kháng của các địa phương, tuy nhiên thay vào đó lại củng cố quyền lực cho Viên Thế Khải. Các tỉnh nhân việc chống lại sự xâm lấn của nước ngoài đã nhanh chóng củng cố và mở rộng thế lực của mình, thúc đẩy nhanh quá trình quân phiệt hóa. Đến khi Cách mạng Tân Hợi nổ ra, những quan lại trung thành với nhà Thanh bị đuổi đi, quá trình quân phiệt hóa kết thúc, chính thức mở ra thời đại quân phiệt.
Về kinh tế - xã hội, Đông Nam hỗ bảo đã bảo vệ nền kinh tế công thương ở Đông Nam không bị ảnh hưởng bởi chiến loạn, bảo toàn tính mạng và tài sản nhân dân. Bởi các tỉnh phía Bắc bị chiến loạn làm cho tiêu điều nên không ít người dân xuống miền nam tị nạn đã thiết lập công xưởng sản xuất. Thống kê từ năm Quang Tự thứ 27 (1901) đến năm Quang Tự thứ 31 (1905) đã có 62 xí nghiệp, công xưởng mới được thiết lập tại Thượng Hải và khu vực Tô - Hàng. Nhà máy dệt của Trương Kiển từ năm Quang Tự thứ 26 (1900) đến năm Quang Tự thứ 29 (1903) đã sinh lợi nhuận gần 20 vạn lượng. Sau phong trào Nghĩa Hòa Đoàn, kinh tế phía Nam tiếp tục phát triển, cùng với việc nhà Thanh tiến hành Tân chính đã khuyến khích sự phát triển công thương nghiệp và của giai cấp tư sản dân tộc Trung Hoa. Đồng thời, sự ổn định của Đông Nam đã thúc đẩy người dân từ những vùng chiến loạn phía Bắc xuống tị nạn, trong đó có rất nhiều gia đình sĩ phu, tư sản như Nghiêm Phục, Vương Sùng Huệ, Trần Cẩm Đào. Điển hình ở Thượng Hải, dân số ở các tô giới từ năm Quang Tự thứ 21 (1895) cho đến sau sự kiện Đông Nam hỗ bảo đã tăng từ 29 vạn lên đến 44 vạn người. "Chương trình bảo vệ Thượng Hải" được ký kết sau đó vào tháng 7 năm 1900 có điều khoản quy định rằng nên mở rộng hệ thống giao thông công chính, lựa chọn thanh niên vào lực lượng bảo an, đề phòng những sự vụ phát sinh. Có thể thấy, Đông Nam hỗ bảo về mặt nào đó mang lại động lực phát triển kinh tế - xã hội cho Thượng Hải.
Về ngoại giao, Đông Nam hỗ bảo đã khiến phong trào Nghĩa Hòa Đoàn không thể lan xuống phía Nam, giúp cho các nước đế quốc rảnh tay đối phó với nghĩa quân, từ đó khiến Nghĩa Hòa Đoàn thất bại. Điều này khiến Đông Nam hỗ bảo đối lập với phong trào đấu tranh chống đế quốc. Thực tế dù các cường quốc không thể tấn công Đông Nam, nhưng tô giới của các nước này không bị tổn thất, thậm chí còn tăng trưởng mạnh. Từ năm Quang Tự thứ 26 (1900) đến năm Quang Tự thứ 31 (1906), các quốc gia này ước tính đã đầu tư xây dựng 40 nhà máy, xí nghiệp, hầm mỏ ở lưu vực Trường Giang với tổng số vốn lên đến hơn 6000 vạn lượng.
Đối với việc đánh giá tính chất sự kiện lịch sử này, quan điểm truyền thống trước đây cho rằng Trương Chi Động vì lợi ích cá nhân của mình đã cấu kết với các thế lực địa phương và ngoại quốc bán rẻ quyền lợi quốc gia - dân tộc; tuy nhiên các quan điểm hiện đại lại cho rằng với bối cảnh lịch sử đặc biệt như vậy, hành động của Trương cùng với tổng đốc và tuần phủ các tỉnh đã bảo vệ tính mạng và tài sản của dân chúng, qua đó giữ vững tiềm lực kinh tế - chính trị của miền Nam Trung Hoa. Xét cho cùng, Đông Nam hỗ bảo đã phản ánh những mâu thuẫn dân tộc cuối thời nhà Thanh gồm mâu thuẫn Mãn - Hán với mâu thuẫn Trung Hoa - phương Tây, đồng thời cũng phản ánh mâu thuẫn xã hội giữa giai tầng thống trị phong kiến với quần chúng nhân dân cuối thời Thanh.